# Правило Вегарда
Правило Веґарда — лінійна залежність параметра елементарної комірки твердого розчину або сплаву від концентрації окремих його елементів при постійній температурі.

## Загальна характеристика
Параметр елементарної комірки a для твердого розчину, який утворюють компоненти A і B можна встановити математично як:
{\displaystyle a_{AB}=x_{A}\cdot a_{A}+(1-x_{A})\cdot a_{B}}
де:
- {\displaystyle a_{AB}} — параметр елементарної комірки твердого розчину, що утворився
- {\displaystyle a_{A}} та {\displaystyle a_{B}} — параметри елементарної комірки чистих компонентів
- {\displaystyle x_{A}} — процентний вміст компоненту A.

Так у випадку змішаного оксиду урану і плутонію, що використовуються як ядерне МОХ-паливо:
{\displaystyle {\mathit {a}}_{\mathrm {U} _{0.93}\mathrm {Pu} _{0.07}{\mathit {O_{2}}}}={\mathit {0.93}}\ {\mathit {a}}_{\mathrm {UO_{2}} }+{\mathit {0.07}}\ {\mathit {a}}_{\mathrm {PuO_{2}} }}
Передумовою цього емпіричного правила є те, що обидва компоненти кристалізуються у тому самому структурному типі та різниця атомних або іонних радіусів не більша 15 %. Часто відхилення від правила Веґарда вказують на цікаві особливості твердих розчинів.